# Barbie et le Secret des sirènes
Série Barbie
Barbie et les Trois Mousquetaires
(2009) Barbie : La Magie de la mode
(2010)
Série Le Secret des Sirènes
Barbie : Le Secret des sirènes 2
(2012)
Pour plus de détails, voir Fiche technique et Distribution.
Barbie et le Secret des Sirènes (Barbie in a Mermaid Tale) est le 17e long-métrage d'animation qui met en scène le personnage de Barbie, ainsi que le premier film de la série Le Secret des Sirènes. Le film est sorti en DVD le 2 mars 2010 et a été réalisé par Adam L. Wood.

## Synopsis
Merliah Summers, surnommée Liah, vit à Malibu avec son grand-père Break, où elle est championne de surf. Alors qu'elle vient d'avoir 16 ans et qu'elle participe au championnat de Malibu, encouragée par ses amies Fallon et Hadley, elle entend le commentateur de la compétition s'écrier que les cheveux de la championne deviennent roses. Paniquée par cet évènement inexplicable et n'osant pas rejoindre la plage, Merliah décide d'arrêter sa performance en quittant sa planche de surf. C'est à ce moment-là qu'elle rencontre une jeune et belle dauphine nommée Zuma et qu'elle découvre qu'elle peut respirer et parler sous l'eau. Ainsi Merliah va apprendre qu'elle est la fille de la reine du royaume des sirènes, Calissa et d'un humain, et qu'ayant atteint sa majorité, son côté sirène s'était enfin exprimé. Zuma est venue chercher Merliah pour qu'elle aide le peuple d'Océana à recouvrer sa reine légitime, Calissa, dont le trône est usurpé par la propre sœur de celle-ci, Eris. Dans cette aventure, Merliah sera aidée par deux sirènes tenant un magasin de mode, Kayla et Xylie, ainsi que des prédictions de trois petites sirènes appelées Destinées.

## Fiche technique
- Titre original : Barbie in a Mermaid Tale
- Titre français : Barbie et le Secret des sirènes
- Réalisation : Adam L. Wood
- Scénario : Elise Allen
- Direction artistique : Walter P. Martishius
- Musique : BC Smith
- Production : Anita Lee et Tiffany J. Shuttleworth ; Richard Dickson, Kim Dent Wilder et Rob Hudnut (exécutifs)
- Sociétés de production : Mattel Entertainment, Rainmaker Entertainment
- Société de distribution : Universal Studios Home Entertainment
- Pays d'origine : États-Unis
- Langue d'origine : anglais
- Format : couleur - son stéréo
- Genre : Film d'animation
- Durée : 75 minutes
- Dates de sortie : 
  -  France : 2 mars 2010 (DVD)[2]
  -  États-Unis : 9 mars 2010 (DVD)

Sources : Générique du DVD, IMDb

## Distribution
| - Kelly Sheridan : Merliah Summers - Kathleen Barr : Eris / Truffe - Nakia Burris : Fallon - Maryke Hendrikse : Hadley - Emma Pierson : Kayla - Ciara Janson : Xylie - Garry Chalk : Break - Nicole Oliver : Calissa - Alister Abell : Remo / Pufferazzi - Tabitha St. Germain : Zuma / Deanne - Andrea Libman : Dee - Shannon Chan-Kent : Deandra - Alex Ferris : Poisson-rêve - Ellen Kennedy : Poisson rouge-à-lèvre / Syrenka - Scott McNeil : Poisson de Syrenka - Peter Mel : commentateur du championnat de surf | - Noémie Orphelin : Merliah Summers - Sophie Landresse : Eris - Audrey d'Hulstère : Fallon - Claire Tefnin : Hadley - Esther Aflalo : Kayla - Séverine Cayron : Xylie - Patrick Descamps : Break Summers - Delphine Moriau : Calissa Summers - Mathieu Moreau : Remo - Michel Hinderyckx : Munerazzi - Mélanie Dermont : Zuma le dauphin - Alexandra Corréa : Diane - Élisabeth Guinand : Dee - Elsa Poisot : Diandra - Laëtitia Liénart : Poisson-rêve - Nathalie Hons : Poisson rouge-à-lèvres - Prunelle Rulens : Syrenka - Pierre Lognay : le poisson de Syrenka |

Source : Générique du DVD

## Chansons du film
- Summer Sunshine - Holly Lindin
- La Reine des vagues - Bénédicte Lécroart / Nathalie Delattre
- Queen of the Waves - T-Marie

## Autour du film
Créée en 1959, la poupée Barbie est à l'origine de nombreux produits dérivés. Elle a également inspiré plusieurs films d’animation. Barbie et le Secret des sirènes est sorti la même année que Barbie et la Magie de la mode. Le film connait une suite, en 2012, intitulée : Barbie et le Secret des sirènes 2.
C'est le dernier film dans lequel le personnage de Barbie est doublé par Kelly Sheridan dans la version originale avant son retour, deux ans plus tard, dans Barbie et le Secret des sirènes 2.

## Distinctions

### Nominations
- KIDS FIRST! Film Festival 2010 : KIDS FIRST! Best Award - Feature Film, Ages 5-8 2e place pour Universal Studios Home Entertainment
- Leo Awards 2010 : Best Animation Program or Series
- Leo Awards 2010 : Best Direction/Storyboarding in an Animation Program or Series pour Adam L. Wood
- Leo Awards 2010 : Best Overall Sound in an Animation Program or Series

Sources : IMDb